# Bahnička jedlá

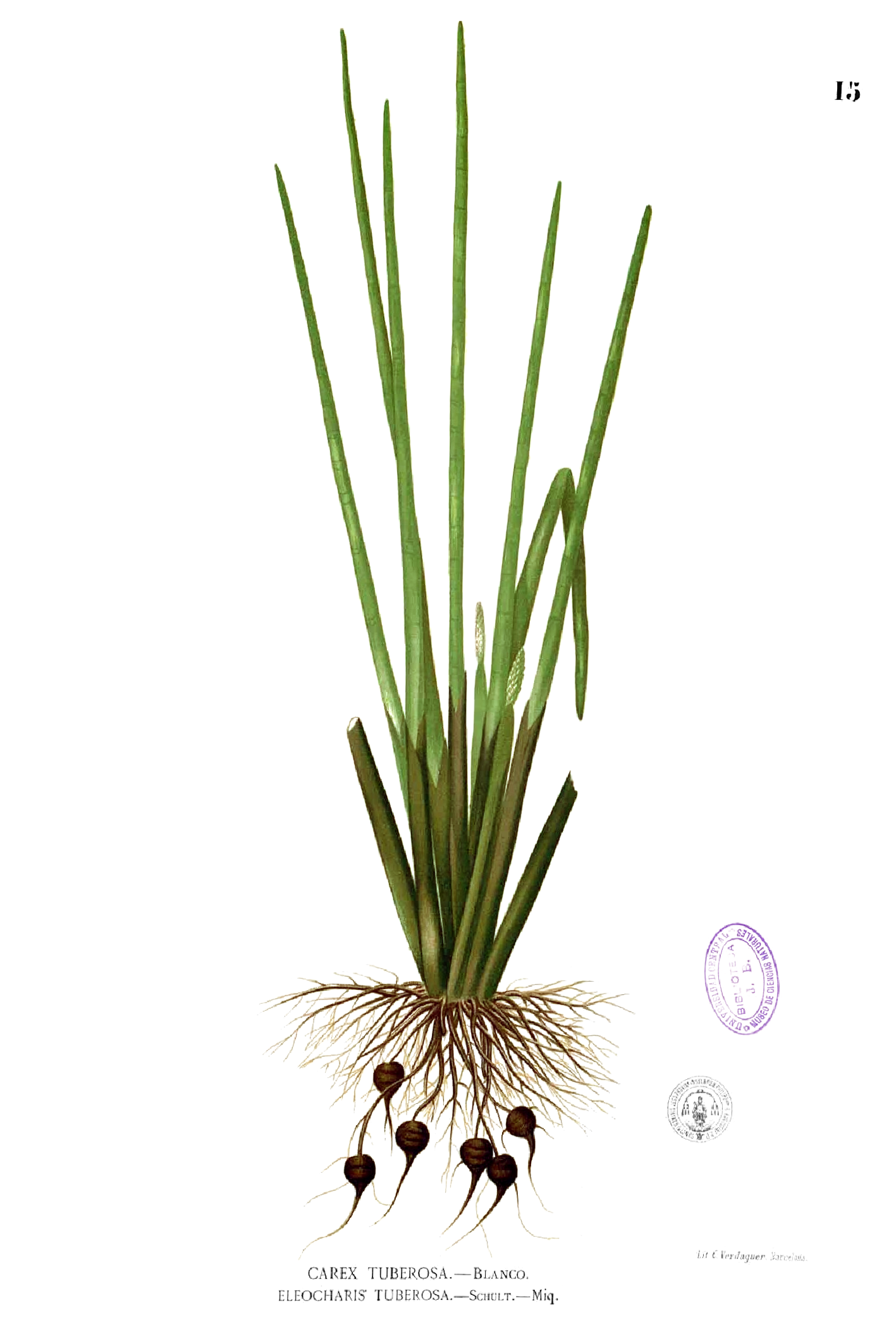
Zobrazení bahničky jedlé

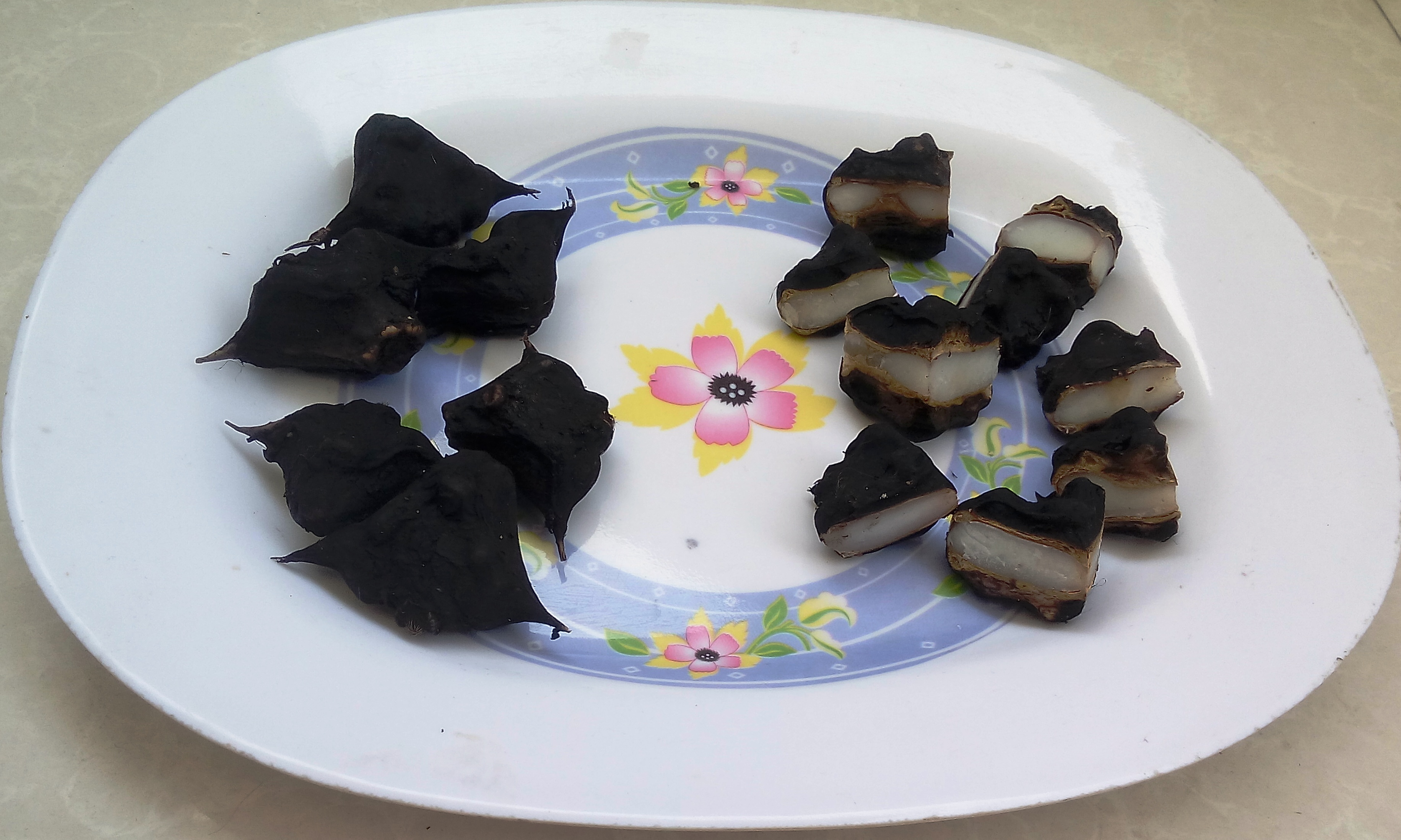
Hlízky - vlevo uvařené, vpravo nařezané, bílá část je k jídlu

Bahnička jedlá (Eleocharis dulcis) je vlhkomilná, teplomilná, vytrvalá bylina rostoucí ve sladkovodních mokřadech. Bývá pěstována pro drobné hlízy vyrůstající v bahnité půdě, které jsou oblíbené hlavně v jihoasijské kuchyni. Rostlina je rozšiřována na nová území, kde jsou pro ni případně i zřizována zvláštní zavlažovaná pole.
Bylina pochází z jihovýchodní Asie a její původní areál se rozkládá hlavně v tropech a subtropech Starého světa. Roste v jižní a jihovýchodní asijské oblasti sahající od Afriky až po Novou Guineu a dále v Austrálii a na mnohých ostrovech v Pacifiku. Na východě se hojně vyskytuje v tropické Africe, od subsaharské oblasti po jižní cíp kontinentu a přiléhající ostrovy.

## Ekologie
Je rostlinou přirozených, nevysychajících mokřin, roste v rákosových močálech, ve slepých ramenech řek, u břehů jezer, rybníků a zavlažovacích kanálů. Vyskytuje se i v brakických meandrech s nepříliš slanou vodou. Dobře se ji daří v kyselé vodě s pH od 3 po 6 a s nízkým obsahem živin, kde není utlačována agresivnějšími rostlinami. Roste na trvale potopeném stanovišti, kde je půda během celého vegetačního období zaplavena, nejlépe se sloupcem vody okolo 30 cm.
Po vysazení hlízy se z ní začnou vyvíjet krátké podzemní oddenky, z kterých vyrůstá shluk nových lodyh. Když jsou lodyhy asi o 15 cm delší než výška hladiny, vytváří se na vrcholu některých z nich mnohokvětý klásek. Po odkvětu začne rostlina vypouštět, šikmo dolů do bahna, asi 10 cm dlouhé oddenky zakončené hlízami. Asi za 8 měsíců po výsadbě jsou nové hlízy plně vyvinuté a lodyhy odumírají.

## Popis
Bahnička jedlá je bylina vyrůstající z plazivého oddenku s 1 až 4 cm velkými, nahnědlými hlízami na koncích. Z trsu vyrůstá přímá, jednoduchá, 40 až 100 cm vysoká lodyha, která je zelená až našedlá, lesklá, válcovitá a podélně rýhovaná. Je tlustá 3 až 5 mm, dutá a má příčné přepážky vzdálené od sebe 5 až 12 mm. Listy jsou redukované do dvou až třech bezčepelných, 5 až 20 cm dlouhých, membránovitých pochev vyrůstajících u spodu lodyhy. Fotosyntetickou funkci za neexistující listy přebírají lodyhy.
Na vrcholu lodyhy vyrůstá jeden průměrně 3 cm dlouhý, válcovitý, hustý, bezlistenný klásek. Jeho početné, ve spirále umístěné, světle hnědé, až 5 mm dlouhé plevy jsou podlouhlé, dvě spodní jsou jalové, ostatní mají oboupohlavné květy. Každý květ je redukovaný a je tvořen sedmi okvětními štětinkami, třemi volnými tyčinkami s prašníkem a svrchním semeníkem se ztloustlou čnělkou s bliznou, synkarpní gyneceum je složeno ze tří plodolistů. Květy se opylují pylem přeneseným větrem.
Plody jsou obvejčité, kapkovité, lesklé, žlutohnědě zbarvené nažky asi 5 mm dlouhé a 1,5 mm široké. Rostlina se může rozmnožovat jak nažkami, tak i oddenky a hlízami.

## Význam
Dužnaté rozmnožovací hlízy jsou jedlé a mají určitou tržní hodnotu, prodávají se v mnoha východoasijských zemích, např. v Číně, Indočíně, Thajsku, Indonésii, Filipínách a dokonce i supermarketech ve Spojených státech amerických. Proto se místy pěstuje jako jednoletá rostlina na uměle zaplavovaných polích s jílovitou půdou, která musí být zaplavená vodou nepřetržitě alespoň šest měsíců a teplota půdy nesmí klesnout pod 14 °C.
Šlechtěné, kultivované rostliny mají robustnější lodyhy a purpurové či nahnědlé hlízy velké až 4 cm a mnohem chutnější (sladší), kdežto hlízy planě rostoucích rostlin jsou téměř černé a jen 1 cm velké. Hlízy jsou považované za pochoutku, upravují se pražením, pečením nebo vařením v páře. Také se suší a melou na škrobovou mouku používanou k zahušťování omáček a k získání lesklého povlaku na pečených jídlech. Lodyhy se používají pro splétání rohoží na spaní nebo čerstvé slouží jako krmivo pro dobytek.
Bahnička jedlá z pěstovaných míst často uniká do volné přírody, kde se dále šíří. Je považována za invazní rostlinu, která ucpává zavlažovací kanály a snižuje průtok vody přiváděné na pole. V samotných rýžovištích však obvykle nepůsobí vážné problémy.